# Pirole unilatérale
Orthilia secunda
Genre
Espèce
Classification APG III (2009)
Synonymes
- Pyrola alpetris Gand.
- Pyrola atrovirens Gand.
- Pyrola eliator (Lange) Lundell
- Pyrola hybrida Vill.
- Pyrola longifolia Gang.
- Pyrola nummularia Rupr. ex Kom.
- Pyrola obtusata (Turcz.) Kom
- Pyrola secunda L.

La pirole unilatérale ou pyrole unilatérale  (Orthilia secunda ou Ramischia secunda) est une espèce de plante à fleurs du genre Orthilia et de la famille des Pyrolaceae dans la classification classique de Cronquist (1981) ou des Ericaceae dans la classification phylogénétique APG III (2009).
Cette espèce est la seule de son genre.

## Description
C'est une plante herbacée.
Les fleurs sont toutes orientées dans la même direction.

## Habitat
La plante se développe dans les sous-bois, principalement sur sols calcaires, à des altitudes variant de 800 à 2 000 mètres.

## Répartition
Elle a une distribution circumboréale, en Amérique du nord, Asie et Europe.

## Statut de protection
En France, l'espèce est protégée en Lorraine et en Champagne-Ardenne.